# فردریک ماچادو
فردریک ماچادو (انگلیسی: Frédéric Machado؛ زادهٔ ۱۱ نوامبر ۱۹۷۵) بازیکن فوتبال اهل فرانسه است.
از باشگاه‌هایی که در آن بازی کرده‌است می‌توان به باشگاه فوتبال لیل اشاره کرد.